# Aczarisckali
Aczarisckali  (gruz. აჭარისწყალი) – rzeka w południowo-zachodniej Gruzji, w Adżarii, prawy dopływ rzeki Çoruh, która uchodzi do Morza Czarnego. Długość rzeki wynosi 90 km.